# Сент-Люсия на летних Олимпийских играх 2016
Сент-Люсия на летних Олимпийских играх 2016 года была представлена 5 спортсменами в 3 видах спорта. Знаменосцем сборной Сент-Люсии на церемонии открытия Игр стала чемпионка Панамериканских игр 2015 года в прыжках в высоту легкоатлетка Леверн Спенсер, а на церемонии закрытия флаг несла её партнёрша по сборной Жанель Шепер. По итогам соревнований сборная Сент-Люсии, выступавшая на своих шестых летних Олимпийских играх, вновь осталась без медалей.

## Состав сборной
Лёгкая атлетика
1. Джавид Бест
2. Леверн Спенсер
3. Джанель Шепер

 Парусный спорт
1. Стефани Ловелл

 Плавание
1. Жордан Ожье

## Результаты соревнований

### Водные виды спорта

#### Плавание
В следующий раунд на каждой дистанции проходят спортсмены, показавшие лучший результат, независимо от места, занятого в своём заплыве.
Мужчины
| Дистанция                | Спортсмены  | Предварительный раунд | Предварительный раунд | Предварительный раунд | Полуфинал | Полуфинал | Полуфинал | Финал     | Финал |
| Дистанция                | Спортсмены  | Заплыв                | Результат             | Место                 | Заплыв    | Результат | Место     | Результат | Место |
| ------------------------ | ----------- | --------------------- | --------------------- | --------------------- | --------- | --------- | --------- | --------- | ----- |
| 50 метров вольным стилем | Жордан Ожье |                       |                       |                       |           |           |           |           |       |

### Лёгкая атлетика
Мужчины
Беговые дисциплины
| Дисциплина        | Спортсмен   | Предварительный раунд | Предварительный раунд | Предварительный раунд | Четвертьфиналы | Четвертьфиналы | Четвертьфиналы | Полуфиналы          | Полуфиналы          | Полуфиналы          | Финал               | Финал               |
| Дисциплина        | Спортсмен   | Забег                 | Время                 | Место                 | Забег          | Время          | Место          | Забег               | Время               | Место               | Время               | Место               |
| ----------------- | ----------- | --------------------- | --------------------- | --------------------- | -------------- | -------------- | -------------- | ------------------- | ------------------- | ------------------- | ------------------- | ------------------- |
| бег на 100 метров | Джавид Бест | —                     | —                     | —                     | 7              | 10,39          | 7              | не квалифицировался | не квалифицировался | не квалифицировался | не квалифицировался | не квалифицировался |

Женщины
Технические дисциплины
| Дисциплина      | Спортсмен      | Квалификация | Квалификация | Финал     | Финал |
| Дисциплина      | Спортсмен      | Результат    | Место        | Результат | Место |
| --------------- | -------------- | ------------ | ------------ | --------- | ----- |
| прыжок в высоту | Леверн Спенсер |              |              |           |       |
| прыжок в высоту | Джанель Шепер  |              |              |           |       |

### Парусный спорт
Соревнования по парусному спорту в каждом из классов состояли из 10 или 12 гонок. Каждую гонку спортсмены начинали с общего старта. Победителем становился экипаж, первым пересекший финишную черту. Количество очков, идущих в общий зачёт, соответствовало занятому командой месту. 10 лучших экипажей по результатам предварительных заплывов попадали в медальную гонку, результаты которой также шли в общий зачёт. В медальной гонке, очки, полученные экипажем удваивались. В случае если участник соревнований не смог завершить гонку ему начислялось количество очков, равное количеству участников плюс один. При итоговом подсчёте очков не учитывался худший результат, показанный экипажем в одной из гонок. Сборная, набравшая наименьшее количество очков, становится олимпийским чемпионом.
Женщины
| Класс        | Спортсменки    | Гонка | Гонка | Гонка | Гонка | Гонка | Гонка | Гонка | Гонка | Гонка | Гонка | Гонка         | Гонка         | Гонка          | Очки | Место |
| Класс        | Спортсменки    | 1     | 2     | 3     | 4     | 5     | 6     | 7     | 8     | 9     | 10    | 11            | 12            | M              | Очки | Место |
| ------------ | -------------- | ----- | ----- | ----- | ----- | ----- | ----- | ----- | ----- | ----- | ----- | ------------- | ------------- | -------------- | ---- | ----- |
| Лазер Радиал | Стефани Ловелл | 29    | 25    | 29    | 33    | 30    | 29    | 24    | 3     | 27    | 30    | не проводится | не проводится | не участвовала | 226  | 29    |